# Tomorrow Never Knows
«Tomorrow Never Knows» («L'endemà mai ho sap») és una cançó de The Beatles, que clou el seu àlbum Revolver de 1966. Acreditada al tàndem Lennon-McCartney, fou composta principalment per John Lennon. Cronològicament, va ser la primera cançó del disc en ser enregistrada.

## Personal
Personal segons Ian MacDonald:
- John Lennon – veu (duplicada), orgue Hammond i tape loops
- Paul McCartney – baix elèctric, solo de guitarra revertit i tape loops
- George Harrison – sitar, tanpura i tape loops
- Ringo Starr – bateria, pandereta i tape loops
- George Martin – piano, producció
- Geoff Emerick – enginyeria